# Northrop BT
El Northrop BT fue un bombardero en picado, monoplano, monomotor y biplaza construido por la Northrop Corporation para la Armada de los Estados Unidos. En esa época, Northrop era una subsidiaria de la Douglas Aircraft Company. 

## Diseño y desarrollo

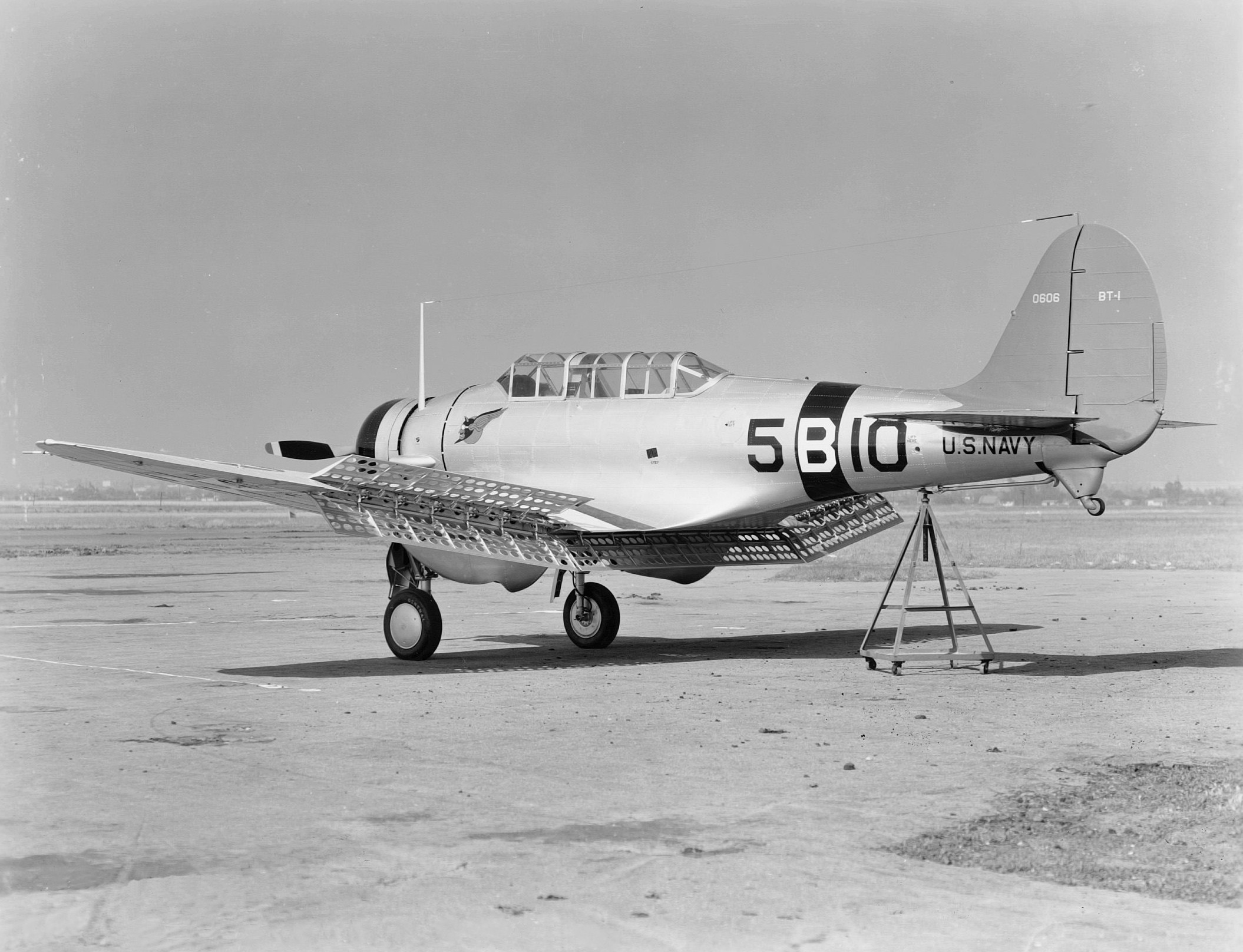
BT-1 del VB-5, en 1938.

El diseño de la versión inicial comenzó en 1935. Estaba equipado con un motor radial de doble fila, refrigerado por aire, Pratt and Whitney XR-1535-66 de 520 kW (700 hp) y tenía flaps divididos, perforados y actuados hidráulicamente, o "frenos aéreos", y un tren de aterrizaje que se retraía hacia atrás, dentro de unos "pantalones" carenados debajo de las alas. Los flaps perforados fueron inventados para eliminar las vibraciones de la cola durante las maniobras de picado.
El siguiente modelo del BT, el XBT-1, estaba equipado con un R-1535 de 560 kW (750 hp). Este avión fue seguido en 1936 por el BT-1, equipado con un motor R-1535-94 de 615 kW (825 hp). Un BT-1 fue modificado con un tren de aterrizaje triciclo fijo, con la denominación 1-X, y fue el primer avión de este tipo en aterrizar en un portaaviones.
La variante final, el XBT-2, fue un BT-1 modificado para incorporar un tren de aterrizaje que se plegaba lateralmente dentro de huecos empotrados para las ruedas, slots de borde de ataque, una cabina rediseñada, y estaba equipado con un motor radial Wright XR-1820-32 de 600 kW (800 hp). El XBT-2 voló por primera vez el 25 de abril de 1938 y, tras unas pruebas exitosas, la Armada estadounidense encargó la producción de 144 aviones. En 1939, la designación del avión fue cambiada a la de Douglas SBD-1, siendo completados como SBD-2, los 87 últimos del pedido. En este momento, Northrop se había convertido en la división El Segundo de la Douglas, es por ello el cambio de designación.

## Historia operacional

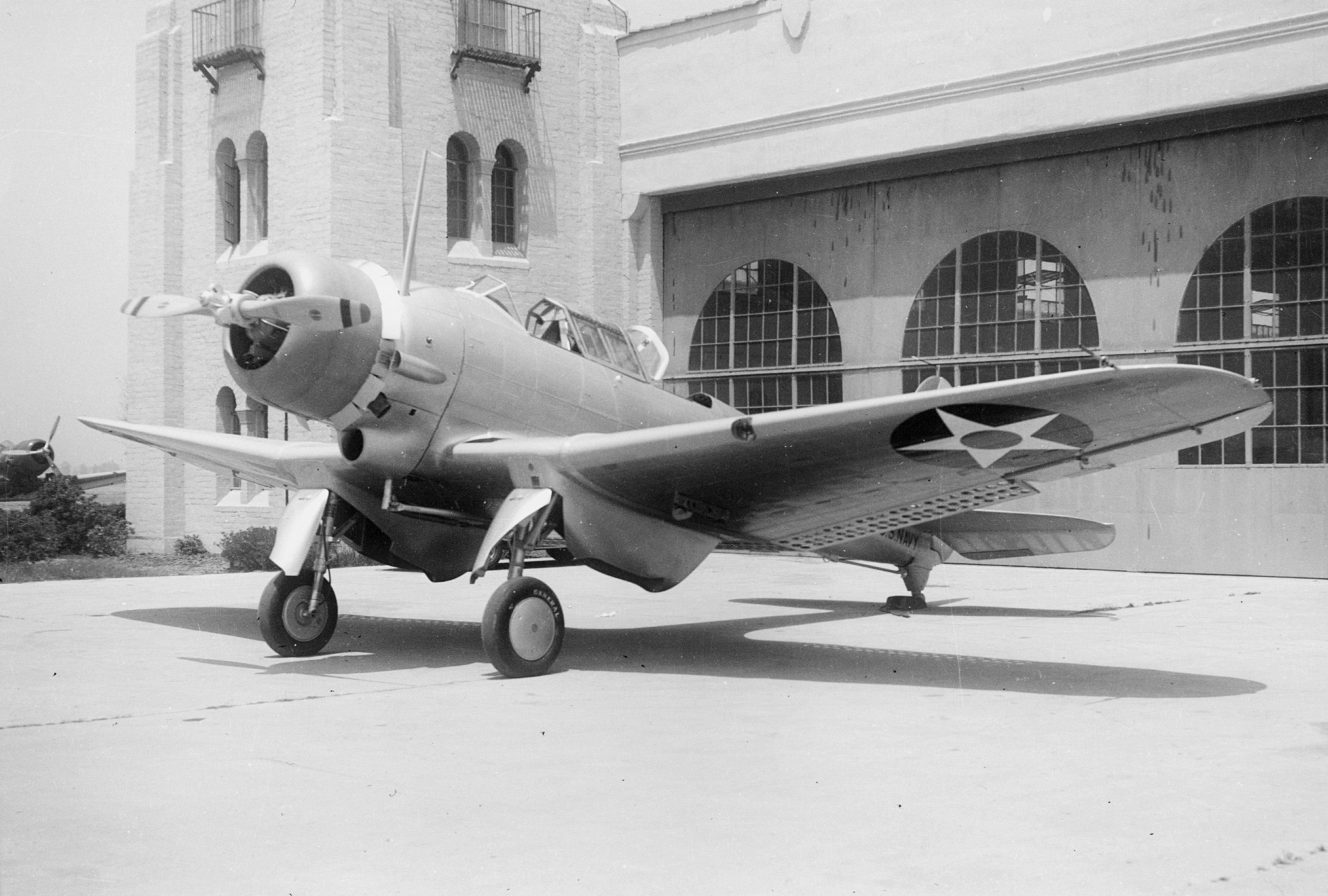
BT-1 en El Segundo.

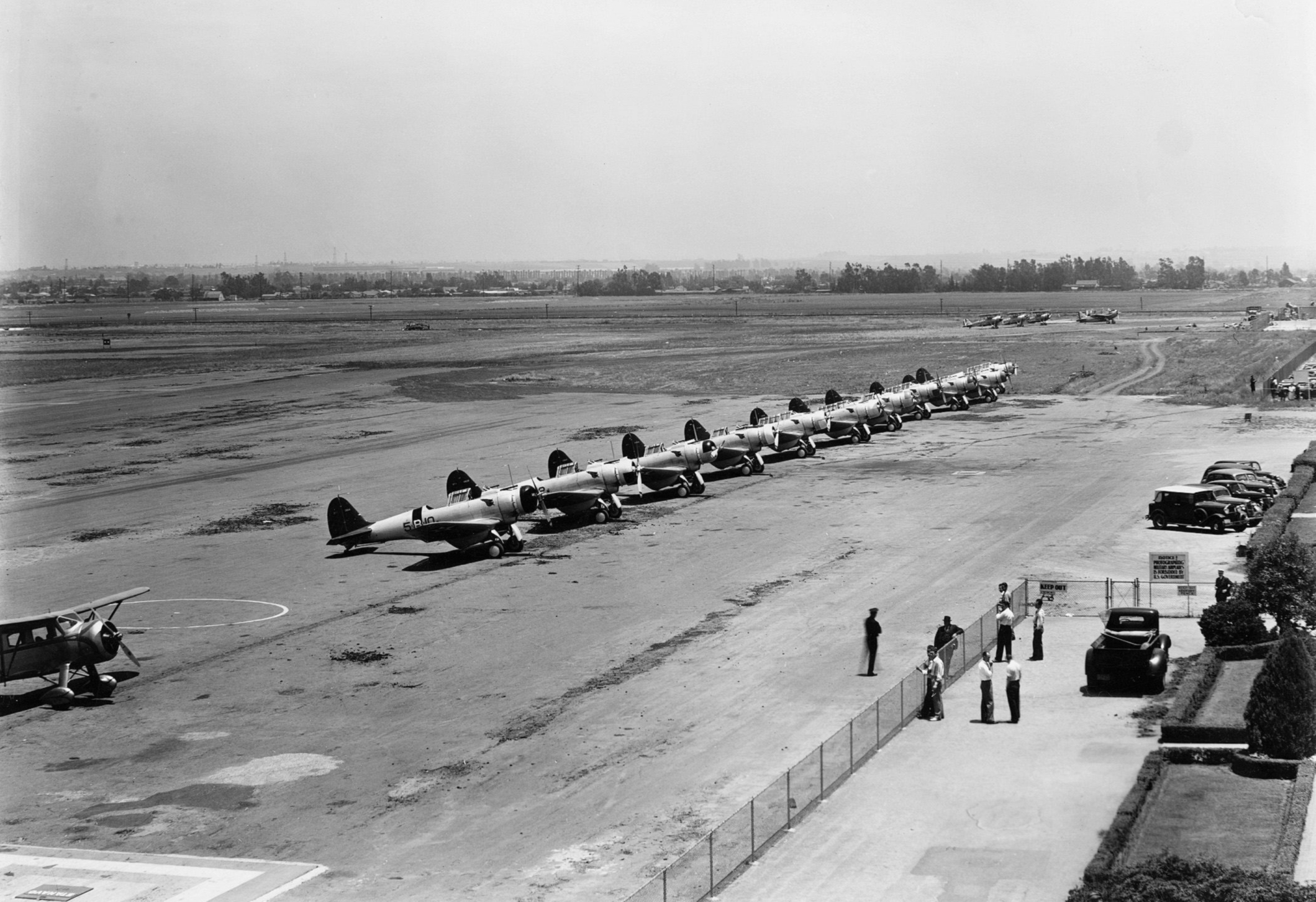
Alineación de BT-1 del VB-5.

La Armada de los Estados Unidos realizó un pedido por 54 BT-1 en 1936, entrando el avión en servicio durante 1938. Los BT-1 sirvieron en el USS Yorktown y en el USS Enterprise. El modelo no fue un éxito en servicio por culpa de sus pobres características de manejo, especialmente a bajas velocidades, "un fallo fatal en un avión basado en portaaviones". También era propenso a alabeos imprevistos y una serie de aviones se perdieron en accidentes.

## Variantes
XBT-1
Prototipo, uno construido.
BT-1
Variante de producción, 54 construidos.
1-X
Último BT-1 de producción, modificado con tren de aterrizaje triciclo para pruebas en portaaviones.
XBT-2
Un BT-1 modificado con tren de aterrizaje totalmente retráctil y otras modificaciones.
BT-2
Variante de producción del XBT-2, pedido de 144 aviones, completados como SBD-1 y SBD-2.
Douglas DB-19
Un BT-1 fue modificado como DB-19, que fue probado por el Servicio Aéreo de la Armada Imperial Japonesa como DXD1 (Avión de Ataque Experimental Tipo D de la Armada).

## Operadores
Estados Unidos
- Armada de los Estados Unidos

## Apariciones notables en los medios
Los Northrop BT-1 aparecieron con el esquema de pintura de alas amarillas de pre-guerra, en la película Dive Bomber (1941), en Technicolor, protagonizada por Errol Flynn.

## Especificaciones (BT-1)

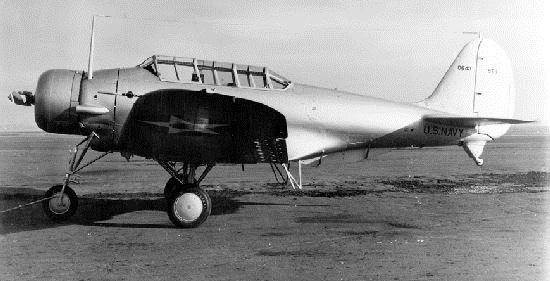
1-X: BT-1 modificado como bancada para probar un tren de aterrizaje triciclo.

Referencia datos: United States Navy Aircraft since 1911.

### Características generales
- Tripulación: Dos (piloto y artillero)
- Longitud: 9,7 m (31,7 ft)
- Envergadura: 12,7 m (41,5 ft)
- Altura: 3 m (9,9 ft)
- Superficie alar: 29,6 m² (318,6 ft²)
- Peso vacío: 2094 kg (4615,2 lb)
- Peso máximo al despegue: 3271 kg (7209,3 lb)
- Planta motriz: 1× Motor radial de 14 cilindros en dos filas refrigerado por aire Pratt & Whitney R-1535-94 Twin Wasp Jr.
  - Potencia: 615 kW (848 HP; 836 CV)

### Rendimiento
- Velocidad máxima operativa (Vno): 357 km/h (222 MPH; 193 kt) a 2900 m
- Velocidad crucero (Vc): 309 km/h (192 MPH; 167 kt)
- Alcance: 1852 km (1000 nmi; 1151 mi)
- Techo de vuelo: 7710 m (25 295 ft)
- Régimen de ascenso: 6,5 m/s (1280 ft/min)

### Armamento
- Ametralladoras: 

  - 1 de 12,7 mm
  - 1 de 7,62 mm
- Bombas: 

  - 454 kg bajo el fuselaje

## Aeronaves relacionadas

### Desarrollos relacionados
- Northrop YA-13
- Northrop A-17
- Douglas SBD Dauntless

### Aeronaves similares
- Seversky P-35
- Aichi D3A
- Blackburn Skua

### Secuencias de designación
- Secuencia B_T (Bombarderos de la Armada estadounidense, 1931-1943 (Northrop, 1933-1937, 1944-1962)): BT - B2T
- Secuencia D__ (Designación corta de Bombarderos en picado (D) de la Armada Imperial Japonesa): ← D3Y - D4Y - D5Y - DXD - DXHe